# Григор Ерец
Григо́р Ере́ц (ок. 1100—1170, арм. Գրիգոր Երեց; ерец — с арм. — «иерей»), также Григо́р Кесунци́ (арм. Գրիգոր Քեսունցի) — армянский историк-хронограф XII века.
Жил в городе Кесун Киликии. Написал продолжение «Хронографии» Матеоса Урхаеци, охватывающий период 1137—1163 гг.. По всей видимости имел такое же образование, как и Урхаеци, и разделял его мировоззрение. Сохранив стиль написания Урхаеци, Григор изложил военно-политические события в Киликии, отношения Рубенидов с Византийской Империей, крестоносцами и сельджуками, захват мосульским амиром Занги города Эдесса и т. д.. В хронике Григора Ереца художествненную ценность представляет «Плач» на смерть синьора Кесуна и Мараша Болдуина (†1147), написанный Барсегом вардапетом Дразаркци.

Хроника Григора опубликована вместе с работой Урхаеци в 1869 году в Иерусалиме.